# Anatella tungusica
Anatella tungusica är en tvåvingeart som beskrevs av Ostroverkhova 1979. Anatella tungusica ingår i släktet Anatella och familjen svampmyggor. Inga underarter finns listade i Catalogue of Life.